# Kwitnewe (hromada Korosteszów)
Kwitnewe (ukr. Квітневе) – wieś na Ukrainie, w obwodzie żytomierskim, w rejonie żytomierskim, w hromadzie Korosteszów. W 2001 liczyła 341 mieszkańców.
Do 1946 roku miejscowość nosiła nazwę Wojtasziwka (ukr. Войташівка), a w latach 1946-1963 nazywała się Duboweć (ukr. Дубовець).